# 陰子淑
陰子淑（1438年—1535年），字宗孟，四川成都府內江縣人，明朝政治人物。

## 生平
成化八年（1472年）壬辰科第二甲第十九名進士。擢江西僉事，轉浙江僉事，歷貴州副使。不久謝政歸。優遊林下，卒年九十九。知縣為建“百歲憲臣”坊。

## 家族
曾祖陰應廣，訓導；祖陰秩，贈通判；父陰秉衡；母劉氏。